# Елізабет Ґарві
Елізабет Ґарві (англ. Elizabeth Garvie; 1957, Бристоль) — британська акторка, відома завдяки ролі Елізабет Беннет у телевізійній екранізації твору «Гордість і упередження» англійської письменниці Джейн Остін, знятий телеканалом BBC у 1980 році. 
Елізабет Ґарві з'являється у ТБ-шоу та кіно як акторка з 1980 року.
Була одружена з актором Антоном Роджерсом. Має трьох дітей.

## Фільмографія
- Джейн Ейр / Jane Eyre (1997) — Діана Ріверс
- Заручник / Hostage (1992) — Мері Ренні
- Психоаналітик / Shrinks (1991) — Бет Маєрс
- Міс Марпл: Дзеркало тріснуло / The Mirror Crack'd from Side to Side (1992) — Елла Зелінські
- Діана:Її правдива історія / Diana: Her True Story (1993) — Камілла Паркер-Боулз
- Будинок сестер Елліотт / The House of Eliott (1991-1994) — Елізабет Монтфорд
- Гарний солдат / The Good Soldier (1981) — Ненсі Раффорд
- Сценарій / Screenplay (1986-1993) — Софі Вебер
- Суто англійські вбивства / Midsomer Murders (1997) — Мюріел Саксбі
- Гордість і упередження / Pride and Prejudice (1980) — Елізабет Беннет
- Багдатський експрес / Baghdad Express (2008) — Інтерв'юер
- Кровні узи: Спадщина лорда / Bloodlines: Legacy of a Lord (1997) — Вероніка Лукан